# HD 164922
HD 164922 ist ein 72 Lichtjahre von der Erde entfernter später Hauptreihenstern im Sternbild Herkules mit einer scheinbare Helligkeit von 7,0 mag. Im Jahre 2006 entdeckte Paul Butler einen extrasolaren Planeten, der diesen Stern umkreist: HD 164922 b.